# 普罗奇达
普罗奇达（義大利語：Procida）是意大利南部那不勒斯海岸外芬勒甘群岛中的一个岛屿。该岛介于米塞诺角和伊斯基亚岛之间。连同其袖珍的卫星岛Vivara，组成坎帕尼亚大区那不勒斯广域市的一个市镇。人口为10,000。

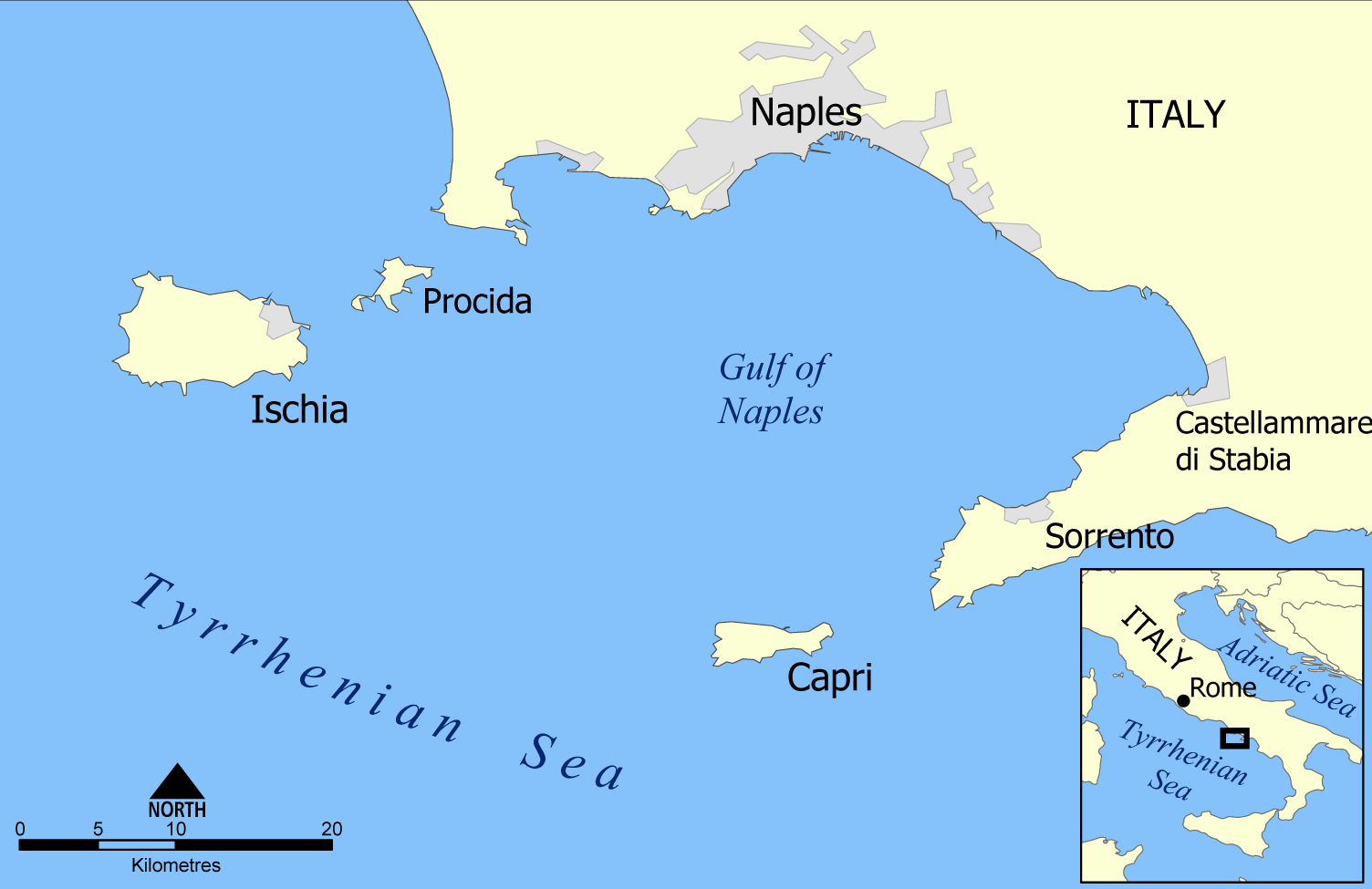
普罗奇达的位置
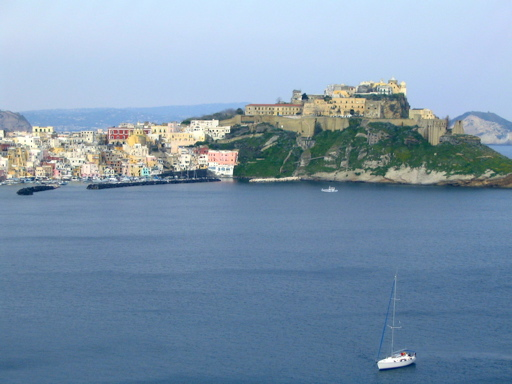
从Pizzaco角远望普罗奇达